# 소양호 버스 추락 사고
소양호 버스 추락 사고는 1990년 11월 4일, 강원도 인제군 군축교에서 설악산 관광을 마치고 서울방향으로 가던 버스가 마주오던 화물차와 충돌 직후 소양호로 추락한 사고이다. 이 사고로 21명이 사망하고, 21명이 중경상을 입었다.

## 사고 개요
사고 버스 승객들은 대구공업고등학교 제 40회 졸업 재경 동기생 부부 20쌍이었으며, 이날 오전 설악산 백담사에서 전두환 전(前) 대통령을 만나고 서울로 돌아가던 중이었다. 오후 3시 30분 경, 인제군 남면 갈오리 군축교에서 마주오던 4.5톤 화물차와 충돌 직후 반대편 차선으로 돌진, 교량 난간을 부수고 약 30m 아래 소양호로 버스가 추락했다. 이 사고로 화물차 운전자를 비롯해 버스 승객 등 21명이 사망하고 버스 운전자 등 21명이 중경상을 입었다.

## 사고 원인
사고 지점인 군축교에 들어섰을 무렵에 사고 버스 운전자가 앞차를 추월하려고 중앙선을 침범한 것이 화근이었다. 사고 버스는 마주오던 화물차와 충돌 후 교량 난간을 부수고 소양호로 추락하였다. 사고 버스 승객들은 대부분 안전벨트를 착용했으나 소양호의 수심이 5m나 되는 데다가 대부분 졸다가 그 충격으로 정신을 잃었으며, 추락 후 차체가 전복된 바람에 미처 빠져나오지 못해 인명피해가 늘어났다. 사고 버스의 옆에는 '신동양 고속관광'으로 명시되어 있었으나 조사 결과 존재하지 않는 유령회사로 드러났으며, 차량은 운전자 개인 소유의 자가용 버스로 밝혀짐에 따라 불법 여객영업 행위를 저지른 사실이 드러났다.
사고를 낸 버스는 1979년에 제작되어 영업용 고속버스로 운행하다가 영업용 제한 차령을 넘기게 되면서 사고 버스 운전자에게 불하된 관계로 차량 상태나 성능 등은 사실상 폐차 직전이었고, 그나마 1990년 7월로 예정돼 있던 차량 정기 검사마저 받지 않아 직권 말소처분 대상으로 밝혀졌으며, 종합보험에도 가입하지 않았을 뿐 아니라 차량 소유자라면 의무적으로 들어야 하는 책임보험 마저도 1990년 10월 6일자로 보험 효력이 소멸되어 사실상 무적 차량이나 다름없는 상태에서 무리한 운행을 한 것도 사고 처리 및 후속 대응을 곤란하게 만들었으나 책임보험에 가입하지 않았어도 자동차 손해 보상 보장 보험으로 국가에서 책임 보험에 가입하는 사망자는 500만원까지 부상자는 300만원의 보상금이 지급되는 것으로 알려졌다.

## 버스 운전자의 범죄 경력
당시 41세의 사고 버스 운전사는 1981년 3월, 경기도 안양에서 자동차 운수사업법 위반 혐의로 벌금형을 선고받은 것을 비롯해서 총 6번이나 불법 자가용 영업행위로 입건된데다 1989년 11월부터 사고 당일까지 같은 혐의로 서울 마포경찰서로부터 지명수배 중인 것으로 드러났다. 사고 버스 운전자는 운수사업법 위반 6번을 비롯해서 폭력전과 6범, 사기 1범, 상해 2범, 업무상 과실치사상 7범, 도로교통법 위반 5범 등 무려 전과 27범의 범죄자인데다 전국 각지를 옮겨다니면서 자가용 불법 영업행위를 한 것으로 밝혀져 당시 행정당국의 운수업 및 운전자의 자기관리가 허술했음을 드러냈다.

## 사고 여파
잦은 자가용 버스 사고로 사회 문제가 심각해지자 행락철만 되면 늘어나는 관광버스 수요 속에서 불법 운행하는 자가용 버스에 대해 정부에서 집중 단속에 나서기에 이르렀으며 1995년 10월 25일에 방영된 MBC의 경찰청사람들을 통해 교통경찰이 정식 영업용 전세버스와 불법 자가용 버스의 식별 요령과 사고 발생시의 각종 불이익에 대한 홍보를 하기에 이르렀다.

## 관련 기사
- 버스 昭陽湖 추락 21명 사망, 1990년 11월 5일 동아일보 기사
- MBC뉴스-강원도 인제군 버스 추락 20여명 사상 참사
- KBS뉴스-소양호 버스추락사고
- 버스 昭陽湖(소양호)추락 21명死亡(사망)
- 운전사拘束(구속)키로 버스昭陽湖(소양호)추락
- 昭陽湖(소양호) 버스추락사고 일부遺骸(유해) 서울로옮겨
- 허점투성이 운수행정 드러나 소양호 버스추락 참사 문제점
- MBC뉴스-소양호 버스 추락사고 피해보상 진통예상
- KBS뉴스-소양호 버스추락사고 해당버스 무보험